# Tomasz Wójcik (architekt)
Tomasz Wójcik – polski architekt wnętrz, projektant mebli, dr hab.

## Życiorys
Pracował jako docent Wyższej Szkoły Ekologii i Zarządzania w Warszawie na Wydziale Architektury.
Pracuje jako profesor uczelni Akademii Sztuk Pięknych im. Jana Matejki w Krakowie na Wydziale Architektury Wnętrz w Katedrze Projektowania Mebli i Elementów Wyposażenia Wnętrz.

## Praca habilitacyjna
- Spektrum działalności twórczej na podstawie wybranych autorskich realizacji projektowych (opracowań z zakresu projektowania detalu architektonicznego, architektury wnętrz publicznej oraz mieszkalnej z wybranymi meblami autorskimi, a także zintegrowanego opracowania architektoniczno-wnętrzarskiej (autor rozprawy habilitacyjnej Jacek Krzysztof Żurek))[4].